# Jiří Kyncl
Jiří Kyncl (3. listopadu 1962 Polička – 31. ledna 2022) byl český a československý rychlobruslař. Trénoval jej Petr Novák. Pocházel ze Svratouchu, později žil s rodinou ve Svratce.
Na seniorských československých šampionátech debutoval v roce 1981, v průběhu své kariéry jich vyhrál celkem sedm. Během první poloviny 80. let 20. století startoval na domácích závodech a účastnil se závodů ve východním bloku. V roce 1986 se představil v premiérovém ročníku Světového poháru a na Mistrovství světa ve víceboji. Zúčastnil se Zimních olympijských her 1988 (1500 m – 34. místo, 5000 m – 25. místo, 10 000 m – 16. místo), čímž se stal prvním československým olympijským rychlobruslařem od roku 1964. Až do roku 1994 pravidelně startoval ve Světovém poháru a každoročně závodil na světových i evropských šampionátech, nejlépe dosáhl 23. příčky na Mistrovství Evropy 1990. Zúčastnil se také Zimních olympijských her 1992 (500 m – 39. místo, 5000 m – 27. místo, 10 000 m – 25. místo). Od roku 1994 absolvoval pouze závody v Česku, naposledy startoval v roce 2001 na českém šampionátu.
Po skončení rychlobruslařské kariéry závodil v kategorii masters v cyklistice za klub CK MTB Maraton Hlinsko a v běžeckém lyžování. V občanském životě pracoval v podniku Mars Svratka, podnikal s cyklistickým zbožím a působil jako obchodní zástupce. Zemřel 31. ledna 2022 ve věku 59 let.